# George B. McClellan

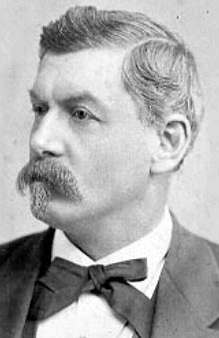
George Brinton McClellan

George Brinton McClellan (* 3. Dezember 1826 in Philadelphia, Pennsylvania; † 29. Oktober 1885 in Orange, New Jersey) war ein US-amerikanischer Offizier und Politiker. Er war von 1861 bis 1862 Oberbefehlshaber des Unionsheeres im Sezessionskrieg, demokratischer Gegenkandidat Abraham Lincolns bei den Präsidentschaftswahlen von 1864 und von 1878 bis 1881 Gouverneur von New Jersey.

## Leben

### Frühes Leben
Der Sohn des Chirurgen George McClellan besuchte die Militärakademie in West Point, New York, die er 1846 als Pionieroffizier und Zweitbester seines Jahrgangs verließ. Von 1846 bis 1848 nahm er am Mexikanisch-Amerikanischen Krieg teil. 1853/54 leitete er die Vermessungsexpedition für die Pacific Railroad Surveys im Gebiet des Bundesstaats Washington.
1855 ging McClellan nach Europa, um das dortige Militärwesen zu studieren. Unter anderem war er während des Krimkrieges als Beobachter im britischen Hauptquartier. Nach seiner Rückkehr in die USA entwarf er nach europäischem Vorbild den McClellan-Sattel, der bei der US-Kavallerie bis zur Auflösung der letzten berittenen Truppen im Gebrauch blieb. Nach seinem militärischen Abschied 1857 war er zunächst als leitender Eisenbahningenieur der Illinois Central Railroad tätig und wurde später Präsident der Ohio and Mississippi Railroad.

### Bürgerkrieg

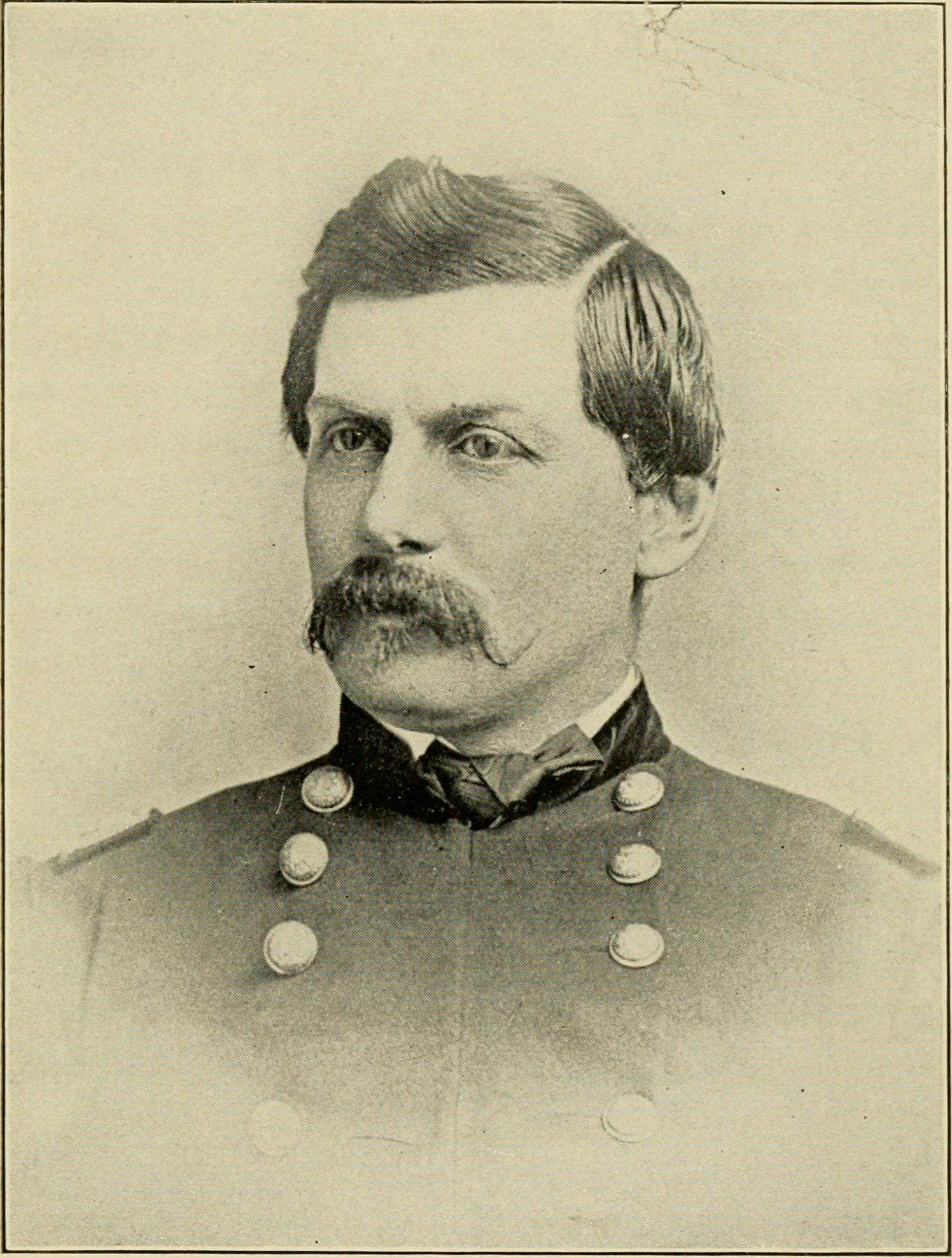
George B. McClellan

Am 23. April 1861 wurde McClellan als Generalmajor der Staatsmiliz von Ohio reaktiviert. Am 14. Mai wurde er als Befehlshaber der Besatzungsarmee von West Virginia und Kommandeur des Wehrbereichs Ohio als Generalmajor in den regulären Dienst übernommen. Nach der Niederlage der Unionstruppen unter General Irvin McDowell in der Ersten Schlacht am Bull Run erhielt er 25. Juli 1861 den Oberbefehl über die Potomac-Armee, die die Hauptlast der folgenden Kämpfe zu tragen hatte. Vom 5. November 1861 bis 11. März 1862 war er gleichzeitig Oberbefehlshaber des US-Heeres. Als Armeeoberbefehlshaber erwies er sich als hervorragender Organisator und Logistiker, aber auch als allzu zögerlicher Heerführer. Er formte die demoralisierte Truppe zu einer schlagkräftigen, gut ausgerüsteten Armee, scheute sich dann aber, sie einzusetzen. McClellan neigte zu teils grotesken Fehleinschätzungen der Kräfteverhältnisse, indem er die Stärke der gegnerischen Truppen immer wieder viel zu hoch ansetzte und Verstärkung anforderte, statt anzugreifen. Erst auf massives Drängen der Regierung rückte er im März 1862 gegen die konföderierte Hauptstadt Richmond, Virginia vor. Im sogenannten Halbinsel-Feldzug gewann er zwar die meisten Schlachten gegen die zahlenmäßig unterlegene konföderierte Nord-Virginia-Armee General Robert E. Lees, zog sich aber nach der Sieben-Tage-Schlacht ergebnislos aus Virginia zurück.
McClellan wurde anschließend nach Annapolis berufen, um eine neue Armee zu organisieren. Am 17. September 1862 erkämpfte er gegen General Lee in der blutigen Schlacht am Antietam ein taktisches Unentschieden, das sich mit Lees Rückzug aus Maryland als strategischer Sieg erwies, versäumte es jedoch, den geschwächten Gegner (den er erneut für viel stärker hielt, als er in Wahrheit war) zu verfolgen und dem Krieg damit womöglich ein frühes Ende zu bereiten. Dieses erneute Zögern kostete ihn den Oberbefehl über die Potomac-Armee; Abraham Lincoln ersetzte ihn durch Generalmajor Ambrose E. Burnside.

### Nach dem Bürgerkrieg
McClellan, der sich hierdurch beleidigt sah, überwarf sich mit der US-Regierung, verließ das Heer und ging in die Politik. Im Jahr 1864 stellte ihn die Demokratische Partei als Gegenkandidaten zum amtierenden republikanischen Präsidenten Lincoln auf; bei der Democratic National Convention in Chicago setzte er sich mit großem Vorsprung gegen Thomas H. Seymour aus Connecticut durch. Sein Running Mate als Anwärter auf die Vizepräsidentschaft wurde George H. Pendleton, Kongressabgeordneter aus Ohio. Im Wahlkampf trat McClellan dafür ein, den Krieg gegen den Süden durch Verhandlungen zu beenden, was auf eine Anerkennung der Sezession hinausgelaufen wäre. Aufgrund der Kriegsmüdigkeit im Norden sah McClellan im Sommer bereits wie der sichere Sieger aus. Erst die Nachricht von der Eroberung Atlantas durch General William T. Sherman acht Wochen vor der Präsidentschaftswahl (siehe Atlanta-Feldzug) brachte einen deutlichen Umschwung in der Wählermeinung, denn ein Sieg über die Konföderation lag nun in greifbarer Nähe. Der Gedanke an Verhandlungen mit dem Süden wurde daraufhin so unpopulär, dass McClellan Lincoln mit nur 45 % der Wählerstimmen deutlich unterlag. 
Nach seiner Wahlniederlage unternahm McClellan ausgedehnte Reisen nach Europa, von wo er erst 1868 in die Vereinigten Staaten zurückkehrte. Anschließend war er Chef-Ingenieur der Hafenbehörde von New York und von 1872 an Präsident der Atlantic and Great Western Railroad. Er blieb in der Demokratischen Partei aktiv und gewann 1877 die Wahl zum Gouverneur von New Jersey gegen den ehemaligen republikanischen Amtsinhaber William A. Newell. McClellan übte das Amt von 1878 bis 1881 aus und starb vier Jahre später.
Denkmäler von McClellan stehen in Philadelphia vor der Philadelphia City Hall und in Washington, D.C. an der Connecticut Road. Ein Gipfel der Kaskadenkette im King County, Washington, der McClellan Butte, ist nach ihm benannt.

## Werke
- The Armies of Europe. Philadelphia 1861.
- Report of the organization and campaigns of the army of the Potomac. New York 1864.
- McClellan’s Own Story, 1877 (Autobiographie)